# Пам'ятник воїнам-інтернаціоналістам (Сіверськодонецьк)
Па́м'ятник во́їнам-інтернаціоналі́стам — пам'ятник присвячений радянським воїнам які брали участь у війнах на територіях 24 країн у місті Сіверськодонецьк Луганської області встановлений у 2002 році.
Розташований на територія Собору Різдва Христового на проспекті Космонавтів.
Виготовлений колективом архітекторів на чолі з Сергієм Аніком.

## Історія
Проект меморіального комплексу був розроблений у 1995 році. Планувалося його встановити у сквері між вулицею Донецькою та інститутом «Склопластик». Комплекс повинен був представляти собою напівсферу (земна куля), яку обвивав би спрут, символізуючий війну. Над напівсферою нахилені три жіночі фігури: мати, дружина та сестра.
Проте проект передбачав занадто багато коштів на будівництво, яких не було у міському бюджеті. Тому було вирішено його змінити. Рада воїнів інтернаціоналістів запропонувала ескіз, а художники довели його до сучасного вигляду.
Спорудження пам'ятника тривало два місяці.
Будували комплекс за рахунок коштів, виділених на благоустрій Соборної площі, «Азот» надав цеглу, ТЕЦ — облицювальну плитку, «Спецбуд» — техніку, «Склопластик» та комунальні підприємства — робітників. Купол покрили позолотою майстри з Києва.
24 серпня 2002 року пам'ятник був відкритий.

## Опис пам'ятника
Комплекс розташований на невеликій площі, яка по периметру оточена муром, на якому розташовані 24 таблички з назвами країн та роками бойових дій. Вони розташовані за абеткою, від Алжиру до Японії. Біля задньої стінки посередині розташована каплиця, викладена з червоної цегли. У каплиці висить меморіальна плита з написом: 

| «Государства, которым предоставлялась помощь с участием военнослужащих Советской Армии, Военно-Морского флота, Комитета Государственной безопасности и лиц рядового и начальствующего состава и военнослужащих Министерства внутренних дел бывшего Союза ССР» |(рос.)
Під табличкою з написом «Афганістан» закладені гільзи із землею, взятою з могил «афганців», які поховані на міському кладовищі. Згодом передбачається закласти такі гільзи під кожною з плит.